# Sieczkarnia samojezdna

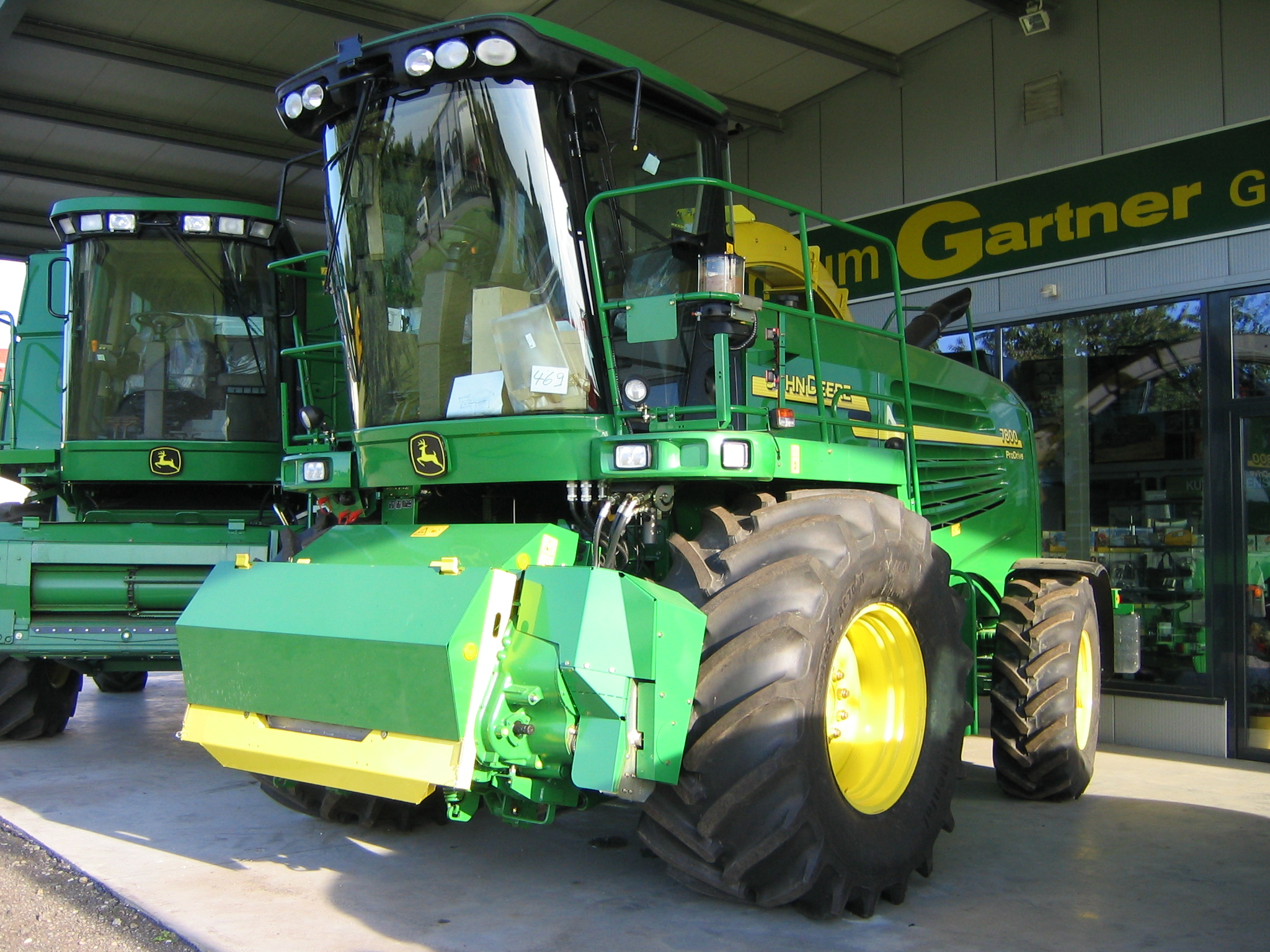
Sieczkarnia samojezdna John Deere 7800

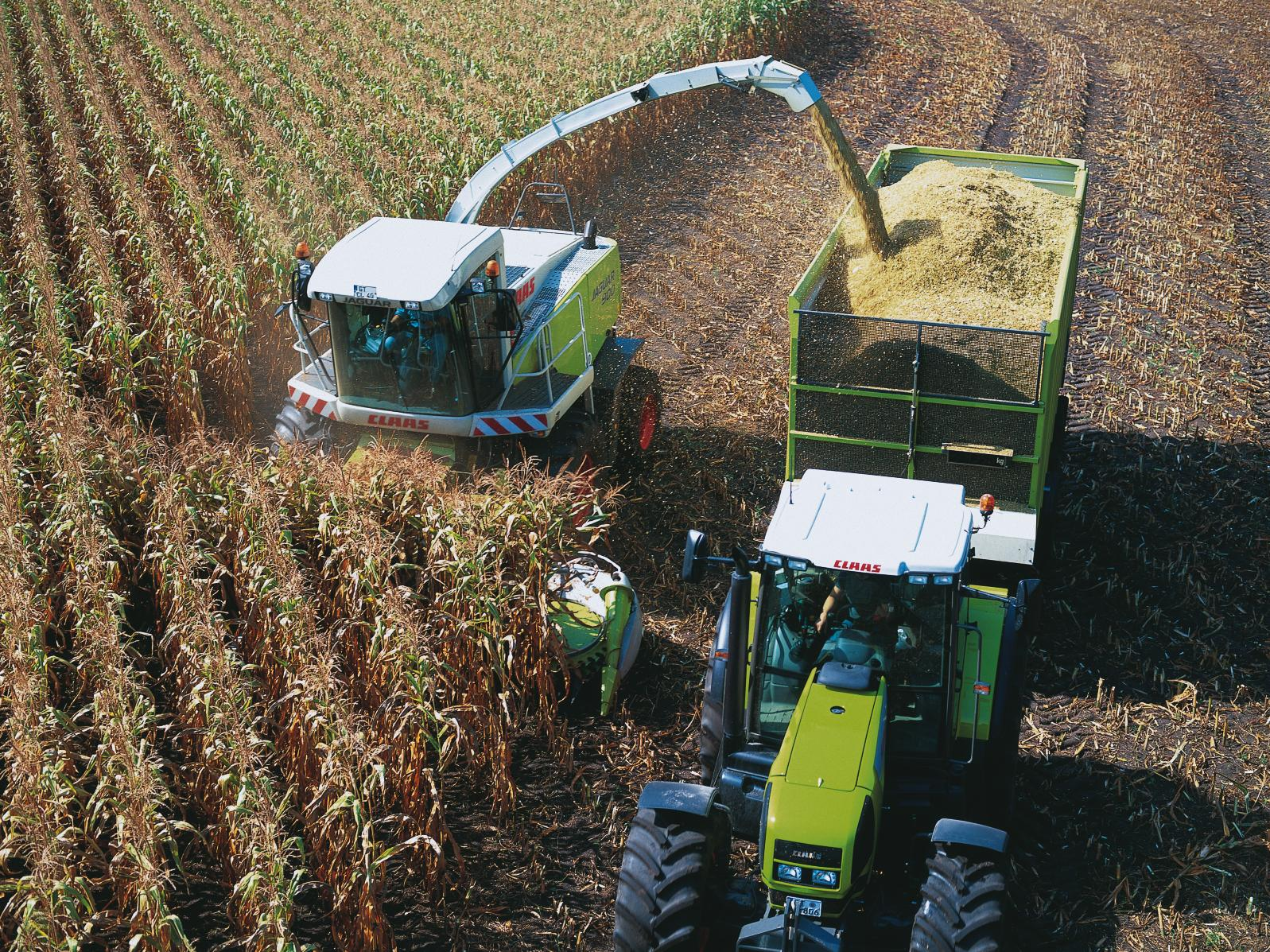
Sieczkarnia samojezdna, ciągnik i przyczepa objętościowa Claas podczas zbioru kukurydzy

Sieczkarnia samojezdna – maszyna rolnicza służąca do równoczesnego koszenia, rozdrabniania, cięcia, miażdżenia, a także transportowania na przyczepę kanałem wyrzutowym sieczki uzyskanej z roślin stosowanych jako pasze: wysokołodygowych (kukurydza, sorgo), niskołodygowych (lucerna, żyto, koniczyna, trawy) oraz uprzednio ściętych i uformowanych w wały lub pokosy (siano, słoma, trawy). Maszyna ta znalazła również zastosowanie przy zbiorze biomasy (wierzby energetycznej).
Sieczkarnia składa się z maszyny podstawowej (bazy) oraz wymiennych przystawek dostosowujących ją do zbioru wybranego materiału. Maszyna jest z reguły napędzana jednym lub dwoma wysokoprężnymi silnikami Diesla. Seryjną produkcję sieczkarni samojezdnych rozpoczęto w drugiej połowie XX wieku. Pierwszą polską sieczkarnią samojezdną była ta o symbolu Z310 (KS1s), produkowana w fabryce w Poznaniu na początku lat 70. minionego wieku.
Najbardziej znane w Polsce firmy produkujące sieczkarnie samojezdne:
- Poznańska Fabryka Maszyn Żniwnych „Agromet”
- Fortschritt
- Claas
- Krone
- John Deere
- New Holland
- Case IH
- Massey Ferguson
- Mengele